# タンクワンタイン
タンクワンタイン（ビルマ語: တံခွန်တိုင်、英: Tagondaing）は、ミャンマーカレン州に位置する村。人口は2014年に4,994人と推定された。

## ギャラリー

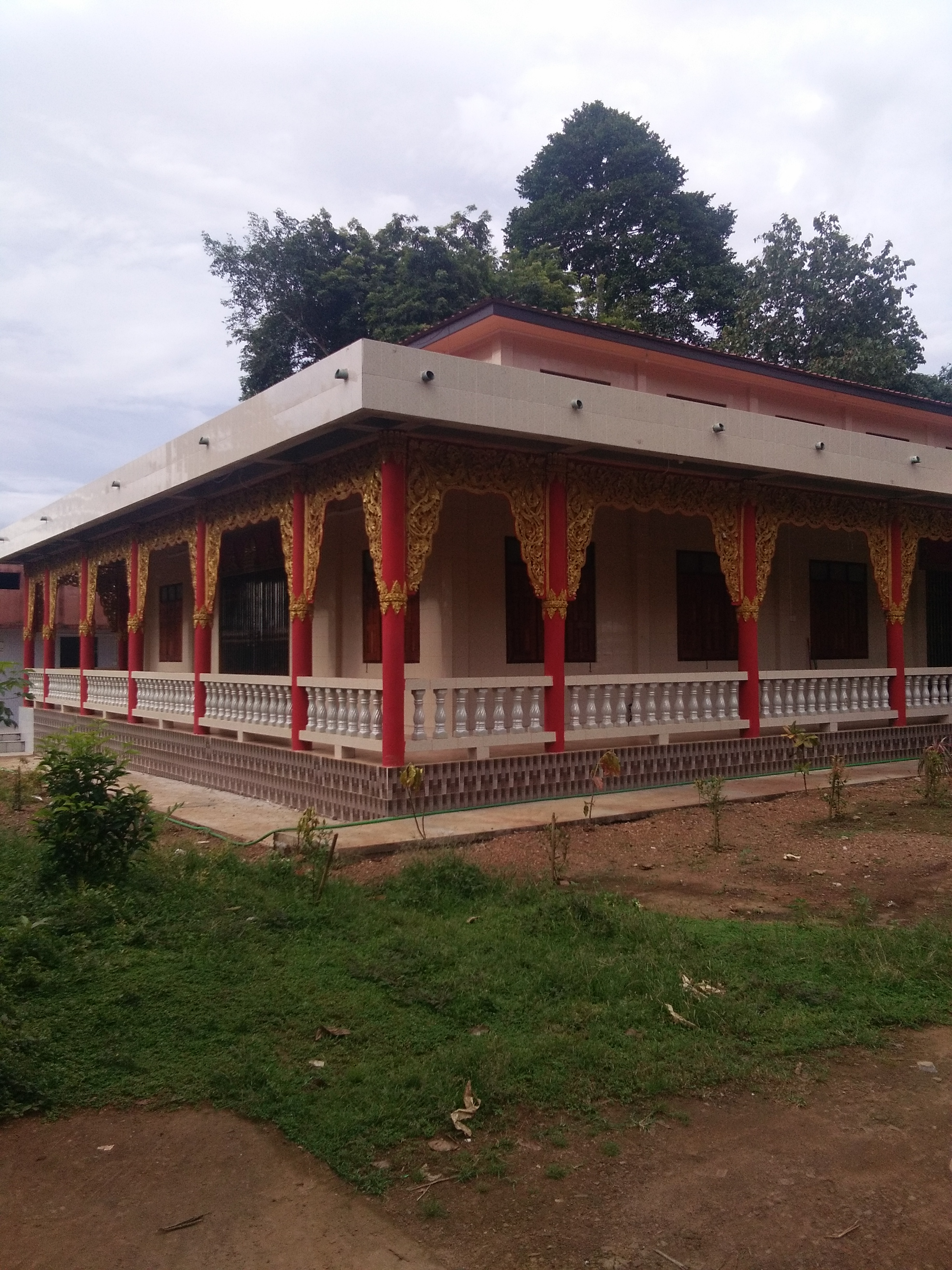
Wonnral Awar Dhammayone (Chapels)